# Maximiliano Caufriez
Maximiliano Caufriez (16 februari 1997) is een Belgisch voetballer die bij voorkeur als centrale verdediger speelt.

## Clubcarrière

### Waasland-Beveren
Caufriez speelde in de jeugd bij RSC Anderlecht en Standard Luik. In 2015 tekende hij bij Waasland-Beveren. Op 9 april 2016 debuteerde hij in de Jupiler Pro League tegen Moeskroen. De centrumverdediger viel na 71 minuten in voor de Fin Valtteri Moren. Op 16 april 2016 volgde zijn eerste basisplaats in de thuiswedstrijd tegen KV Kortrijk. Caufriez bedankte coach Stijn Vreven voor het vertrouwen door na 20 minuten de openingstreffer te maken. Hij groeide met verloop van tijd uit tot een vaste basisspeler in het team van Waasland-Beveren. In het seizoen 2019/20 werd Caufriez ook aanvoerder van zijn team.

### STVV
Op 11 september 2020 maakte Sint-Truiden VV bekend dat het Caufriez overnam van Waasland-Beveren. Doordat hij in zijn laatste wedstrijd voor Waasland-Beveren een rode kaart had gekregen na een slaande beweging richting Sascha Kotysch, kon hij pas op 3 oktober 2020 zijn officiële debuut maken voor de club: op de achtste competitiespeeldag kreeg hij tegen KV Kortrijk (0-0) een basisplaats van trainer Kevin Muscat. Caufriez groeide bij STVV meteen uit tot een vaste waarde in de verdediging. Op 19 december 2020 scoorde hij in de uitwedstrijd tegen Zulte Waregem zijn eerste doelpunt voor STVV. Hij gaf daarnaast ook nog eens de assist voor de 0-1 van Yuma Suzuki, waardoor hij een grote rol speelde in de 0-2-zege, die tevens de eerste uitzege van het seizoen was voor de Truienaars.
Een week na zijn eerste goal voor STVV liep Caufriez, die door Peter Maes voor het eerst als rechtsachter werd geposteerd, tegen Standard Luik tegen een rode kaart aan na een stevig duel met Nicolas Gavory. Aanvankelijk kreeg hij vier speeldagen schorsing − rekening houdend met zijn voorwaardelijke speeldag schorsing na zijn rode kaart tegen OH Leuven als speler van Waasland-Beveren −, in beroep werd dat teruggezet naar drie speeldagen effectief en één voorwaardelijk. Caufriez keerde na zijn schorsing succesvol terug, maar een dikke twee maand later viel hij uit met een opmerkelijke blessure: de verdediger reed met zijn grasmaaier over zijn voet en blesseerde zich zo ernstig aan zijn linkervoet.
Caufriez raakte op tijd hersteld voor de eerste training van STVV naar aanloop van het seizoen 2021/22. De nieuwe trainer Bernd Hollerbach trok hem, in tegenstelling tot Peter Maes, weer wat meer naar het centrum van de verdediging. Op de vijfde competitiespeeldag liet Hollerbach hem uitzonderlijk als aanvaller invallen. Dat bleek uiteindelijk de laatste wedstrijd in het shirt van STVV voor Caufriez, die de interesse genoot van Spartak Moskou.

### Spartak Moskou
Eind augustus 2021 ondertekende Caufriez een vierjarig contract bij Spartak Moskou, dat zo'n 2,5 miljoen euro voor hem betaalde. Enkele dagen later sprak CEO Yevgeny Melezhikov zich laatdunkend uit over Caufriez, onder andere door openlijk toe te geven dat Samuel Gigot beter was en reeds na een paar dagen te stellen dat de aankoop van Caufriez misschien een vergissing was.
Op 11 september 2021 maakte hij zijn officiële debuut voor de club: in de competitiewedstrijd tegen FK Khimki (3-1-winst) liet trainer Rui Vitória hem in de 76e minuut invallen voor Georgi Dzjikija.

## Clubstatistieken
| Seizoen         | Club             | Land               | Competitie       | Competitie | Competitie | Beker | Beker | Supercup | Supercup | Europees | Europees | Totaal | Totaal |
| Seizoen         | Club             | Land               | Competitie       | Wed.       | Dlp.       | Wed.  | Dlp.  | Wed.     | Dlp.     | Wed.     | Dlp.     | Wed.   | Dlp.   |
| --------------- | ---------------- | ------------------ | ---------------- | ---------- | ---------- | ----- | ----- | -------- | -------- | -------- | -------- | ------ | ------ |
| 2015/16         | Waasland-Beveren | Vlag van België    | Eerste klasse A  | 4          | 1          | 0     | 0     | —        | —        | —        | —        | 4      | 1      |
| 2016/17         | Waasland-Beveren | Vlag van België    | Eerste klasse A  | 5          | 0          | 0     | 0     | —        | —        | —        | —        | 5      | 0      |
| 2017/18         | Waasland-Beveren | Vlag van België    | Eerste klasse A  | 24         | 0          | 1     | 0     | —        | —        | —        | —        | 25     | 0      |
| 2018/19         | Waasland-Beveren | Vlag van België    | Eerste klasse A  | 31         | 1          | 0     | 0     | —        | —        | —        | —        | 31     | 1      |
| 2019/20         | Waasland-Beveren | Vlag van België    | Eerste klasse A  | 29         | 0          | 1     | 0     | —        | —        | —        | —        | 30     | 0      |
| 2020/21         | Waasland-Beveren | Vlag van België    | Eerste klasse A  | 4          | 0          | 0     | 0     | —        | —        | —        | —        | 4      | 0      |
| 2020/21         | STVV             | Vlag van België    | Eerste klasse A  | 19         | 1          | 1     | 0     | —        | —        | —        | —        | 20     | 1      |
| 2021/22         | STVV             | Vlag van België    | Eerste klasse A  | 5          | 0          | 0     | 0     | —        | —        | —        | —        | 5      | 0      |
| 2021/22         | Spartak Moskou   | Vlag van Rusland   | Premjer-Liga     | 17         | 0          | 4     | 0     | —        | —        | 5        | 0        | 26     | 0      |
| 2022/23         | Spartak Moskou   | Vlag van Rusland   | Premjer-Liga     | 1          | 0          | 0     | 0     | 0        | 0        | —        | —        | 1      | 0      |
| 2022/23         | → Clermont Foot  | Vlag van Frankrijk | Ligue 1          | 26         | 1          | 1     | 0     | —        | —        | —        | —        | 27     | 1      |
| 2023/24         | Clermont Foot    | Vlag van Frankrijk | Ligue 1          | 20         | 0          | 1     | 0     | —        | —        | —        | —        | 21     | 0      |
| 2024/25         | → Valencia CF    | Vlag van Spanje    | Primera División | 1          | 0          | 0     | 0     | —        | —        | —        | —        | 1      | 0      |
| Carrière totaal | Carrière totaal  | Carrière totaal    | Carrière totaal  | 186        | 4          | 9     | 0     | 0        | 0        | 5        | 0        | 200    | 4      |

Bijgewerkt op 6 mei 2022.

## Interlandcarrière
Caufriez speelde drie interlands voor België −18. In 2015 mocht hij aansluiten bij België −19. In 2018 speelde Caufriez ook één interland voor de Belgische beloften: in een oefeninterland tegen Nederland (1-4-winst) liet bondscoach Johan Walem hem tijdens de rust invallen.

## Privéleven
- Caufriez is een verre neef van Selim Amallah – hun moeders zijn nichten.[18]
- Zijn broer Alessio speelt ook voetbal, maar niet als prof.[19] In 2021 ruilde hij KSK Ronse voor Francs Borains.[20]